# Blémerey (Wogezy)
Blémerey – miejscowość i gmina we Francji, w regionie Grand Est, w departamencie Wogezy.
Według danych na rok 1990 gminę zamieszkiwało 31 osób, a gęstość zaludnienia wynosiła 13 osób/km² (wśród 2335 gmin Lotaryngii Blémerey plasuje się na 1014. miejscu pod względem liczby ludności, natomiast pod względem powierzchni na miejscu 1215.).